# Knjiga:Evolucija
| \| \| \| \| \| \| \| Evolucija \| \| \| \| \| \| \| \| \| \| \| \| \| \| \| \| \| | Ovo je wikipedijska knjiga, zbirka wikipedijskih članaka koje je moguće lagano spremiti, prikazati elektronički i naručiti kao tiskanu knjigu. Za više općih informacija i opću pomoć o wikipedijskim knjigama vidi pomoć: knjige.   |  |  |  |
| \| \| \| \| \| \| \| Evolucija \| \| \| \| \| \| \| \| \| \| \| \| \| \| \| \| \| | [ preuzimanje PDF-a ] [ preuzimanje ODT-a ] [ preuzimanje ZIM-a ] [ otvaranje u knjižnom izrađivaču ] [ narudžba tiskane knjige ] |  |  |  |
| \| \| \| \| \| \| \| Evolucija \| \| \| \| \| \| \| \| \| \| \| \| \| \| \| \| \| | [ o knjigama ] [ ČPP[neaktivna poveznica] ] [ povratni odgovor[neaktivna poveznica] ] [ pomoć ] [ wikiprojekt[neaktivna poveznica] ] [ nedavne promjene Arhivirana inačica izvorne stranice od 18. travnja 2023. (Wayback Machine) ] |  |  |  |
|                                                                                   | |  |  |  |
| Evolucija                                                                         | |  |  |  |
|                                                                                   | |  |  |  |
|                                                                                   | |  |  |  |

## Evolucija
Pregled
Uvod u evoluciju
Evolucija
Evolucija kao teorija i činjenica
Evolucijska povijest života
Kronologija evolucije
Povijest
Povijest evolucijske misli
Lamarkizam
Saltacionizam
Ortogeneza
O porijeklu vrsta
Darvinizam
Genetička teorija prirodne selekcije
Neodarvinizam
Moderna evolucijska sinteza
Osnovni koncepti
Naslijeđe
Sposobnost opstanka
Zajedničko porijeklo
Dokaz zajedničkog porijekla
Mehanizmi
Adaptacija
Genski drift
Genski tok
Mutacija
Prirodna selekcija
Specijacija
Filogenija
Filogenija
Kladistika
Kladogram
Molekularna filogenija
Polja
Evolucijska razvojna biologija
Molekularna evolucija
Evolucija čovjeka
Evolucijska psihologija
Kontroverzija i socijalni utjecaji
Kontroverzija kreacija-evolucija
Prigovori evoluciji
Kreacionizam
Inteligentni dizajn
Socijalni efekt evolucijske teorije